# 脱炭酸
脱炭酸（だつたんさん、Decarboxylation）は有機反応の形式のひとつで、カルボキシ基 (−COOH) を持つ化合物から二酸化炭素 (CO2) が抜け落ちる反応を指す。
{\displaystyle {\ce {R-C(=O)OH -> {R-H}+ O=C=O}}}

## 生化学
生合成の過程ではアミノ酸が脱炭酸を起こしてアミンを与える。一般的なものとして、フェニルアラニン → フェネチルアミン、チロシン → チラミン、ヒスチジン → ヒスタミン、セリン → エタノールアミン、グルタミン酸 → γ-アミノ酪酸 (GABA)、リシン → カダベリン、アルギニン → アグマチン、オルニチン → プトレシン、5-ヒドロキシトリプトファン → セロトニン、L-DOPA → ドーパミン、が挙げられる。クエン酸回路に含まれる脱炭酸にはピルビン酸 → アセチルCoA、オキサロコハク酸 → ケトグルタル酸 → スクシニルCoA がある。脱炭酸を触媒する酵素は脱炭酸酵素（デカルボキシラーゼ）またはカルボキシリアーゼ (EC 4.1.1) と呼ばれる。

## 有機化学
多くの場合、化学合成における脱炭酸は高沸点の溶媒中での激しい加熱を必要とする。銅の塩が触媒として用いられることがある。2-シクロヘキセン-1-オンはアミノ酸の脱炭酸を触媒するという報告がある。β-ケト酸は脱炭酸を容易に起こすが（下式）、これは環状の遷移状態を経るためであり、クネーフェナーゲル縮合、アセト酢酸エステル合成などに応用されている。バートン脱炭酸はラジカル反応である。脱炭酸はカルボキシラートイオンからカルボアニオンが生じて、プロトン化される反応であり、電子吸引基で共鳴や誘起効果で安定化されていないと反応しない。無論、酢酸(エタン酸)が脱炭酸されることはほぼ無い。